# 오바야시 노부히코
오바야시 노부히코(大林 宣彦, 1938년 1월 9일 ~ 2020년 4월 10일)는 일본의 영화·텔레비전 광고 감독이자 각본가, 편집가이다. 영화 《하우스》 (1977), 《이방인과 보낸 여름》 (1988) 등으로 이름을 알렸으며 2020년 4월 10일 도쿄 자택에서 폐암으로 사망하였다.

## 작품 목록
- 《하우스》 (1977)
- 《전학생》 (1982)
- 《시간을 달리는 소녀》 (1983)
- 《쓸쓸한 사람》 (1985)
- 《이방인과 보낸 여름》 (1988)
- 《후따리》 (1991)
- 《청춘 딩가딩가딩》 (1992)
- 《하루카, 노스탤지어》 (1993)
- 《내일》 (1995)
- 《아베 사다의 생애》 (1998)
- 《바람의 노래를 듣고 싶다》 (1998)
- 《마지막 눈》 (2002)
- 《이유》 (2004)
- 《전학생: 안녕 당신》 (2007)
- 《그날 전에》 その日のまえに (2008)
- 《하늘의 꽃》 この空の花 -長岡花火物語 (2012)
- 《세븐 윅스》 野のなななのか (2014)
- 《화광》 花筐/HANAGATAMI (2017)
- 《래버린스 오브 시네마》 海辺の映画館―キネマの玉手箱 (2020)

## 수상
| 연도 | 시상식                       | 부문             | 작품                   | 결과 |
| ---- | ---------------------------- | ---------------- | ---------------------- | ---- |
| 1977 | 제20회 블루리본상            | 신인상           | 《하우스》             | 수상 |
| 1988 | 제43회 마이니치 영화 콩쿠르  | 감독상           | 《이방인과 보낸 여름》 | 수상 |
| 1992 | 제2회 일본영화비평가대상     | 작품상           | 《청춘 딩가딩가딩》    | 수상 |
| 2004 | 제14회 일본영화비평가대상    | 감독상           | 《이유》               | 수상 |
| 2017 | 제91회 키네마 준보 베스트 10 | 일본 영화 감독상 | 《화광》               | 수상 |
| 2017 | 제27회 일본영화비평가대상    | 감독상           | 《화광》               | 수상 |